# 日職聯百年計劃加盟球會
日職聯百年計劃加盟球會(日语：Jリーグ百年構想クラブ)是以職業化及加入日本職業足球聯賽系統（日職、日乙、日丙）為目標、並加入日職聯百年計劃的球會。申請加盟的球會多數是位於業餘聯賽中最高級別的日足聯，但百年計劃其實是開放給所有非職業聯賽的球會。賽會會審核球會加盟申請，亦會為各球會提供資源及協助，讓他們從業餘過渡至職業化。

## 前身

### 1993年–1998年
日職聯建立伊始只得10支球會，賽會的計劃是頭兩三季保持10隊，之後每年陸續加入2隊，令最終隊數為16隊。與現時制度相若，在當時次級聯賽的球會只要符合到日職條件及取得好成績便有機會升班。而日職聯會員亦有參加日本聯賽盃及預備組賽事的資格。隨著1998年日乙的成立，舊的日本足球聯賽廢除，剩餘的三支加盟球會獲得升班資格，只得FC本田繼續保持業餘身份參與新的日足聯。
| 申請加盟年份 | 球會名稱(批准時)   | 所在城市 | 加入日職年份 | Notes                                            |
| ------------ | ------------------ | -------- | ------------ | ------------------------------------------------ |
| 1992         | 藤田足球會         | 平塚市   | 1994         | 升班日職聯，現稱湘南比馬                         |
| 1992         | 山葉足球會         | 磐田市   | 1994         | 升班日職聯，現稱磐田山葉                         |
| 1992         | 日立足球會         | 柏市     | 1995         | 升班日職聯，現稱柏雷素爾                         |
| 1993         | 大阪櫻花           | 大阪市   | 1995         | 升班日職聯                                       |
| 1994         | 京都紫色不死鳥     | 京都市   | 1996         | 升班日職聯，現稱京都不死鳥                       |
| 1994         | PJM未來            | 鳥棲市   | –            | 被鳥棲砂岩接收，1999年升班日乙，2012年升班日職聯 |
| 1994         | 中央防犯FC藤枝藍光 | 福岡市   | 1996         | 升班日職聯，現稱福岡黃蜂                         |
| 1995         | 神戶勝利船         | 神戶市   | 1997         | 升班日職聯                                       |
| 1995         | 仙台保美爾         | 仙台市   | 1999 (J2)    | 2002年升班日職聯，現稱仙台維加泰                 |
| 1996         | 札幌岡薩多         | 札幌市   | 1998         | 升班日職聯，現稱北海道札幌岡薩多                 |
| 1997         | 川崎前鋒           | 川崎市   | 1999 (J2)    | 2000升班日職聯                                   |
| 1997         | 濱松足球會         | 濱松市   | –            | 因缺乏資金及贊助支持，退出日職聯體系 現稱FC本田  |

### 2006年–2013年
1999年成立的日乙及日足聯是日職聯擴建的前奏。在首7年，日足聯的球會陸續申請升班。五支球會獲得升班資格，但由於申請球會持續上升，2005年10月日本足總建立全新的會員制令希望職業化的業餘球會接收企業贊助以達成加盟條件。
2006年初日職委員會已訂立加盟條件，他們的條件覆蓋多方面的球會發展，包括可持續發展、基建、地區政府支持度、贊助及社會支持度等。與之前的制度不同，新制度容許所有非職業聯賽球會（包括地區聯賽）加盟成為會員，而不只局限於日足聯球會。
日乙的新制度的目標持續8年，以22隊作為最終目標，而這個目標亦已於2012年成功達成，而其他合資格球會將會陸續加入即將成立的日丙(J3)。
從2006年起，29支球會申請加盟，其中25支成功加入，原因是部份球會申請不只一次。25支球會當中，11支升班至J2，9支在2013年升至J3，另外5支是2014年的新百年計劃準加盟球會。

## 百年計劃 (2014年起)
經過2014年日丙的成立後，賽會曾短時期將日丙球會列入為「準會員」、而非如日職及日乙的「全會員」。為了與未來的準加盟制度混淆，賽會最終把名稱改為「百年計劃」。日職聯其後放棄將日丙球會列為「準會員」，但新名「未來會員」仍繼續採用。

2023年起，賽會放寬進入職業聯賽條件。球會無需成為百年計劃會員，只需取得相關牌照即可，部分球會因而退出計劃。

### 申請球會名單
- 最近更新 - 2023年2月22日
- 綠色 - 已升班至職業聯賽系統
- 金色 - 現時會員
- 灰色 - 已退出計劃
- 白色 - 申請審核中

| 申請時期   | 球會名字     | 聯賽†      | 地區           | 申請結果       | 加入職業聯賽系統年份 | Notes                                                   |
| ---------- | ------------ | ---------- | -------------- | -------------- | -------------------- | ------------------------------------------------------- |
| 2013年6月  | 山口雷法     | 中國聯賽   | 山口市         | 批准           | 2014                 | 前準加盟會員                                            |
| 2013年6月  | 八戶雲羅里   | 東北聯賽   | 八戶市         | 批准           | 2018                 | 前準會員                                                |
| 2013年6月  | 前橋圖南     | 關東聯賽   | 前橋市         | 批准           |                      | 前準會員、已退出計劃                                    |
| 2013年6月  | 沼津青藍     | 東海聯賽   | 沼津市         | 批准           | 2016                 | 前準會員                                                |
| 2013年6月  | 奈良俱樂部   | 關西聯賽   | 奈良市         | 批准           | 2022                 | 前準會員，2020年一度被取消，其後恢復                    |
| 2013年6月  | 栃木葡萄     | 日足聯     | 栃木市         | 批准           |                      | 從準加盟轉介的申請 現稱栃木城                           |
| 2013年6月  | 滋賀琵琶湖   | 日足聯     | 草津市         | 繼續審核       |                      | 從準加盟轉介的申請 現稱滋賀湖王                         |
| 2013年6月  | 鈴鹿藍寶利   | 東海聯賽   | 鈴鹿市         | 2020年再度申請 |                      | 從準加盟轉介的申請 現稱鈴鹿得分手                       |
| 2013年6月  | 桑名十四     | 三重縣聯賽 | 桑名市         | 2019年再度申請 |                      | 從準加盟轉介的申請 現稱三重十四                         |
| 2014年11月 | 鹿兒島聯     | 日足聯     | 鹿兒島市       | 批准           | 2015                 |                                                         |
| 2015年11月 | 東京武藏野城 | 日足聯     | 武藏野市       | 批准           |                      | 前稱橫河武藏野、已退出計劃                              |
| 2015年11月 | FC今治       | 四國聯賽   | 今治市         | 批准           | 2019                 |                                                         |
| 2018年11月 | 宮崎棒牛鳥   | 日足聯     | 宮崎市         | 批准           | 2020                 |                                                         |
| 2018年11月 | 青森清海     | 日足聯     | 青森市         | 批准           |                      | 已退出計劃                                              |
| 2019年11月 | 三重十四     | 日足聯     | 桑名市         | 批准           |                      | 第二份申請 前稱桑名十四 已退出計劃                      |
| 2019年11月 | FC大阪       | 日足聯     | 東大阪市       | 批准           | 2022                 |                                                         |
| 2019年12月 | 磐城FC       | 日足聯     | 磐城市         | 批准           | 2021                 |                                                         |
| 2019年12月 | 市原勝絆     | 關東聯賽   | 市原市         | 批准           |                      |                                                         |
| 2019年12月 | 南葛SC       | 東京都聯賽 | 葛飾區         | 批准           |                      |                                                         |
| 2020年11月 | 新宿創造     | 關東聯賽   | 新宿區         | 批准           |                      |                                                         |
| 2020年11月 | 鈴鹿得分手   | 日足聯     | 鈴鹿市         | 批准           |                      | 第二份申請 前稱鈴鹿藍寶利、鈴鹿無限 2022年2月被取消資格 |
| 2020年12月 | 大分紅溫泉   | 日足聯     | 別府市、由布市 | 批准           |                      |                                                         |
| 2021年11月 | 京都歡迎光臨 | 關西聯賽   | 京都市         | 繼續審核       |                      | 第二份申請 2019年12月2日首次申請，然後於次年2月14日撤回 |
| 2021年11月 | 女川鈷藍     | 東北聯賽   | 女川町         | 批准           |                      | 已退出計劃                                              |
| 2021年11月 | 高知團結     | 日足聯     | 高知市         | 批准           |                      | 已退出計劃                                              |
| 2021年12月 | 東京23       | 關東聯賽   | 東京都區部     | 批准           |                      |                                                         |
| 2021年     | 沖繩SV       | 九州聯賽   | 沖繩縣         | 批准           |                      |                                                         |

† 只顯示球會申請時所屬的聯賽，不一定和現時相同